# Wapen van 's-Heer Hendrikskinderen

Wapen van 's-Heer Hendrikskinderen per 1819

Wapen van 's-Heer Hendrikskinderen per 1853

Het wapen van 's-Heer Hendrikskinderen kent twee versies. De eerste werd op 15 december 1819 bevestigd door de Hoge Raad van Adel aan de Zeeuwse gemeente 's-Heer Hendrikskinderen. De tweede werd op 6 oktober 1853 verleend door de minister van Binnenlandse Zaken. Per 2 oktober 1857 ging 's-Heer Hendrikskinderen op in gemeente 's-Heer Arendskerke. Het wapen van 's-Heer Hendrikskinderen is daardoor komen te vervallen als gemeentewapen. Na opheffing van de gemeente 's-Heer Arendskerke per 1970 viel het dorp 's-Heer Hendikskinderen onder de gemeente Goes. 

## Blazoenering
De blazoenering van het eerste wapen per 1819 luidde als volgt:
Van zwart beladen met de letters H;K;K; van zilver.
De blazoenering van het tweede wapen per 1853 luidde als volgt:
Een schild van sabel, met ééne letter H en twee letters K malordonnés van zilver; parti van hetzelfde met eenen blaauw bevruchten wijnstok op natuurlijken grond, het chef van zilver met zes eveneens bevruchtte wijnranken, gewonden om bruine staken mouvants du coupé en eenen keper van keel, brochant over het geheel.
De heraldische kleuren zijn sabel (zwart), zilver (wit), azuur (blauw), natuurlijke kleuren en keel (rood). Enkele gebruikte termen zijn Frans en betekenen het volgende:
- malordonnés: 1 boven en 2 onder, dit is afwijkend van wat gebruikelijk is;
- het chef: het schildhoofd;
- mouvants du coupé: oprijzend vanuit de doorsnijding (tussen het schild en het schildhoofd).

## Geschiedenis
Het eerste wapen geeft de naam van de plaats weer. Het tweede wapen is een combinatie van het eerste wapen en het wapen van Wissekerke na de fusie van beide gemeente in 1816.

## Verwante wapens

Wapen van Wissekerke

Aagtekerke
· Aardenburg
· Arnemuiden
· Axel
· Baarland
· Bath
· Biervliet
· Biggekerke
· Bloois
· Bommenede
· Borssele
· Boschkapelle
· Botland
· Breskens
· Brigdamme
· Brijdorpe
· Brouwershaven
· Bruinisse
· Burgh
· Buttinge
· Cadzand
· Clinge
· Colijnsplaat
· Domburg
· Dreischor
· Driewegen
· Duiveland
· Duivendijke
· Elkerzee
· Ellemeet
· Ellewoutsdijk
· Eversdijk
· Gapinge
· Graauw en Langendam
· 's-Gravenpolder
· Grijpskerke
· Groede
· Haamstede
· 's-Heer Abtskerke
· 's-Heer Arendskerke
· 's-Heer Hendrikskinderen
· 's-Heerenhoek
· Heille
· Heinkenszand
· Hengstdijk
· Hoedekenskerke
· Hoek
· Hontenisse
· Hoofdplaat
· Hoogelande
· IJzendijke
· Kapelle
· Kats
· Kattendijke
· Kerkwerve
· Klaaskinderkerke
· Kleverskerke
· Kloetinge
· Koewacht
· Kortgene
· Koudekerke
· Krabbendijke
· Kruiningen
· Looperskapelle
· Maire
· Mariekerke
· Meliskerke
· Middenschouwen
· Nieuw- en Sint Joosland
· Nieuwerkerk
· Nieuwerkerke
· Nieuwlande
· Nieuwvliet
· Nisse
· Noordgouwe
· Noordwelle
· Oostburg
· Oosterland
· Oostkapelle
· Oost-Souburg
· Oost- en West-Souburg
· Ossenisse
· Oud-Vossemeer
· Oudelande
· Ouwerkerk
· Overslag
· Ovezande
· Philippine
· Poortvliet
· Renesse
· Rengerskerke en Zuidland
· Retranchement
· Rilland
· Rilland-Bath
· Ritthem
· Sas van Gent
· Scherpenisse
· Schoondijke
· Schore
· Serooskerke (Schouwen-Duiveland)
· Serooskerke (Veere)
· Sinoutskerke en Baarsdorp
· Sint Anna ter Muiden
· Sint-Annaland
· Sint Jansteen
· Sint Kruis
· Sint Laurens
· Sint-Maartensdijk
· Sint Philipsland
· Sirjansland
· Sluis
· Sluis-Aardenburg
· Stavenisse
· Stoppeldijk
· Valkenisse (Walcheren)
· Valkenisse (Zuid-Beveland)
· Vogelwaarde
· Vrouwenpolder
· Waarde
· Waterlandkerkje
· Wemeldinge
· West-Souburg
· Westdorpe
· Westenschouwen
· Westerschouwen
· Westkapelle
· Westkapelle-Buiten en Sirpoppekerke
· Westkerke
· Wissekerke
· Wissenkerke
· Wolphaartsdijk
· Yerseke
· Zaamslag
· Zierikzee
· Zonnemaire
· Zoutelande
· Zuiddorpe
· Zuidzande
· Zwake

Dorpswapens: Geersdijk
· Hansweert
· Kamperland